# یوجی (بازیگر)
یوجی (انگلیسی: Yuji؛ زادهٔ ۹ سپتامبر ۱۹۸۷) بازیگر، entertainer, model اهل ژاپن است.